# Svištov
Svištov (bolgarsko Свищов) je naselje v oblasti Veliko Trnovo v severni Bolgariji, ki leži na desnem bregu reke Donave ob meji z Romunijo, nasproti romunskega mesta Zimnicea. Po podatkih iz konca leta 2011 ima 30.157 prebivalcev.
Znano je po svištovskem miru, podpisanem med habsburško monarhijo in osmansko državo. V rusko-turški vojni je bilo prvo osvojeno naselje v Bolgariji, saj je tu prečila Donavo glavnina ruske vojske.